# Боровиці (Псковський район)
Боровиці (рос. Боровицы) — присілок в Псковському районі Псковської області Російської Федерації.
Населення становить 10 осіб. Входить до складу муніципального утворення Ядровська волость.

## Історія
Від 2015 року входить до складу муніципального утворення Ядровська волость.

## Населення
| 2001 | 2002 | 2010 |
| ---- | ---- | ---- |
| 14   | ↘12  | ↘10  |